# Cervelle de canut
El Cervelle de canut (tdl. ‘Cerebro de canut'), también llamado claqueret o tomme daubée, es una especialidad de queso típica de la cocina lionesa, derivada del sarasson.
Consiste en una base de queso fresco, sazonado con hierbas picadas, chalotas, sal, pimienta, aceite de oliva y vinagre. Su nombre hace alusión a los canut, trabajadores de la seda del Lyon del siglo XIX, quienes, no pudiendo permitirse comer sesos de cordero, sustituían este plato con queso fresco batido, más barato.

## Origen del nombre
Hay teorías que indican una posible relación entre este plato y la revuelta de los canuts, que comenzó durante la Monarquía de Julio. Se supone que el nombre recuerda la mala opinión que la burguesía lionesa tenía de los obreros de la seda, que lucharon durante cinco años y fueron aplastados por la represión militar.
Sin embargo, actualmente los historiadores indican más bien que "para el canut, trabajador de la seda relativamente pobre, este plato sustituía a los sesos de cordero que no podía permitirse". Así lo confirma un cronista gastronómico: "Los sesos de canut constituían a menudo la mayor parte de la comida de un canut. Su nombre, claqueret, procede del hecho de que el queso fresco debe estar bien batido (claqué) para que la receta tenga éxito".
Ya en 1841, Joanny Augier describió el queso fresco mezclado con ajo, mantequilla y chalotas como el plato básico del canut, que se comía tres veces al día:

La nourriture du canut consiste, à déjeuner, en une espèce de fromage blanc qu’il mêle avec de l’ail, du beurre et de petits oignons ; à dîner, il mange du petit-salé ou des pommes de terre avec le même fromage blanc ; à souper, car il soupe, il revient pour la troisième fois à son fromage bien-aimé accompagné d’un morceau de merluche frite, poisson qu’il estime à l’égal de l’anguille et du brochet. Sa boisson est du vin à 50 centimes le litre : le plus souvent c’est de l’eau puisée à la fontaine voisine.
La dieta del canut consiste, para el almuerzo, en una especie de queso fresco que mezcla con ajo, mantequilla y cebolla tierna; para la comida, petit-salé o patatas con el mismo queso blanco; para la cena, porque sí, cena, vuelve por tercera vez a su querido queso blanc acompañado de un trozo de merluza fruta, que considera a la altura de la anguila y el lucio. Su bebida es el vino a 50 céntimos el litro: la mayoría de las veces es agua sacada de una fuente cercana.

En el patrimonio culinario lionés, la cervelle de canut forma parte del mâchon.

## Receta contemporánea

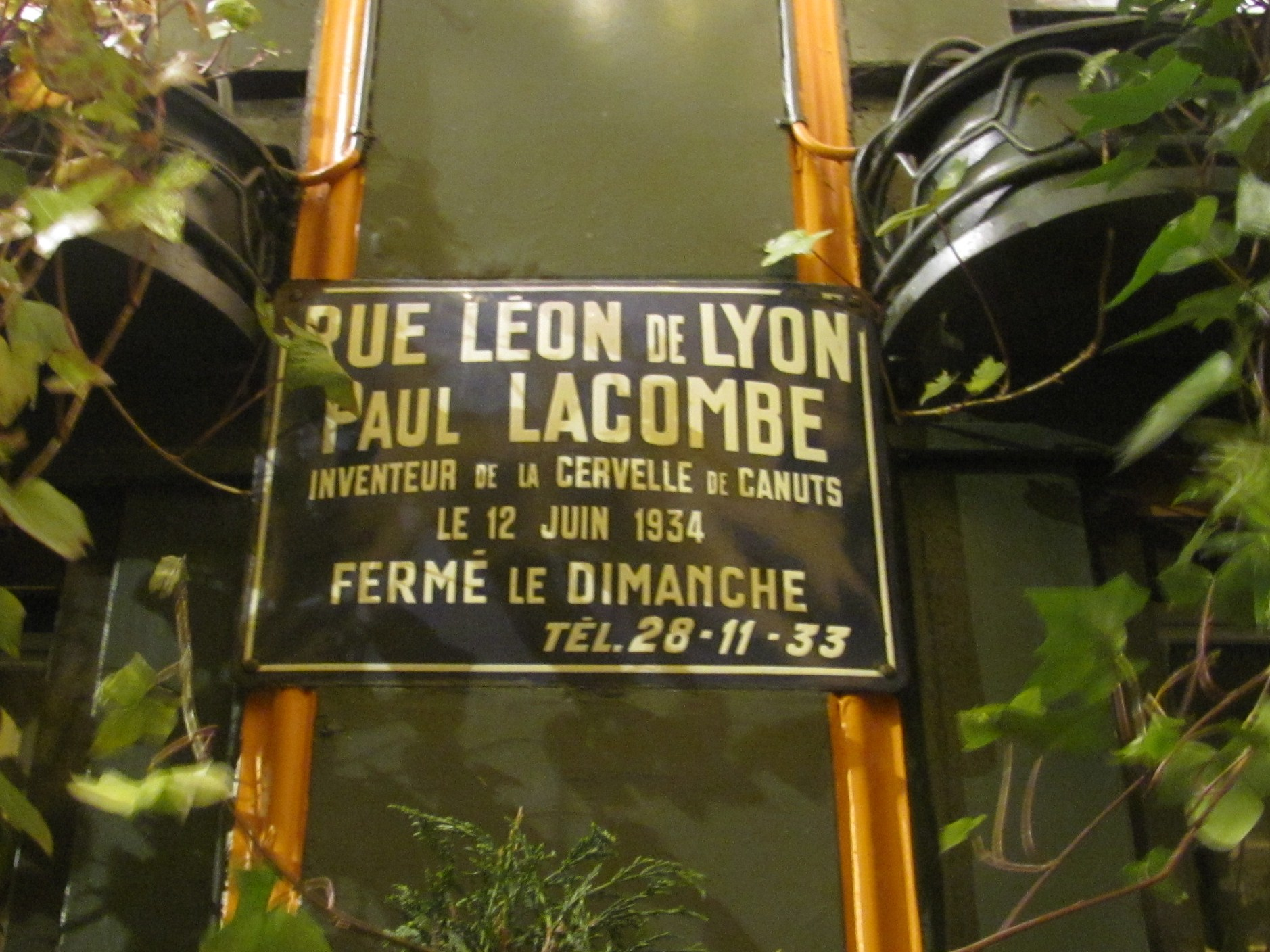
Una placa menciona a Lacombe como supuesto inventor del plato

Según algunas fuentes, la receta actual se atribuye a Paul Lacombe, chef del restaurante Léon de Lyon, que abrió en 1904 en la calle Pléney, donde popularizaría la receta a partir de 1934. Sin embargo, ya en 1894, el escritor y arquitecto Clair Tisseur, alias Nizier du Puitspelu, definía «cervelle de canut» en su diccionario de la lengua lionesa, Le Littré de la Grand'Côte, como «claqueret de queso blanco", lo que pondría la autoría de este chef en entredicho.
Actualmente, este plato se prepara con queso blanco o crema y queso de cabra fresco, aderezado con hierbas frescas picadas, chalota, sal, pimienta, aceite de oliva y vinagre.
En Lyon, la cervelle de canut se sirve tradicionalmente en un bol, acompañada de pan tostado y patatas cocidas. También puede condimentar una ensalada, como la de col rizada, rúcula o diente de león.